# 蜂須賀忠英
蜂須賀 忠英（はちすか ただてる）は、阿波徳島藩の第2代藩主。

## 経歴

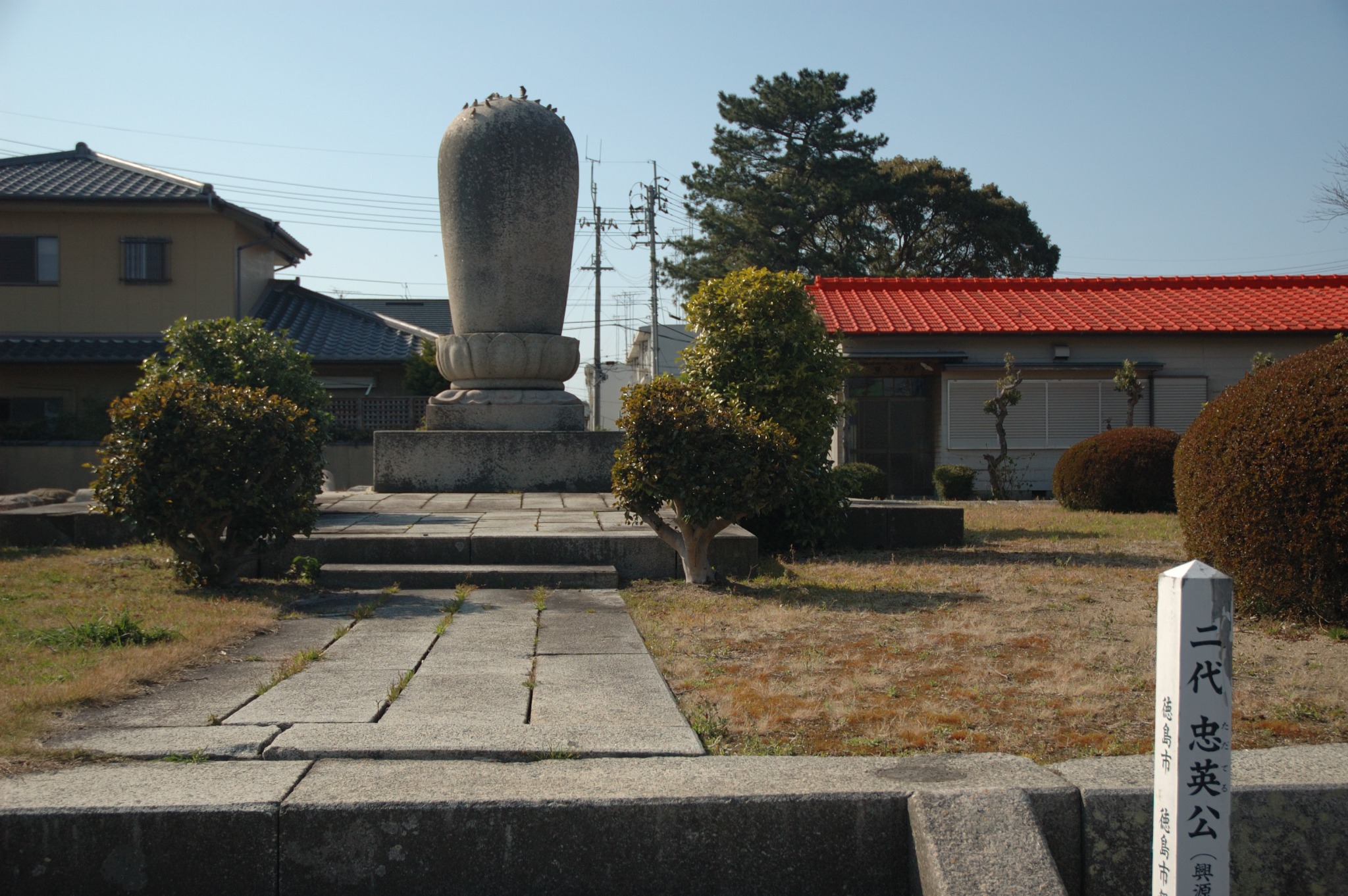
興源寺の墓所（徳島県徳島市下助任町）

慶長16年（1611年）4月、阿波徳島藩初代藩主・蜂須賀至鎮の子として誕生。
初めは曽祖父・正勝（小六）と父・至鎮より1字ずつ取って正鎮（まさしげ）を名乗り、のち徳川秀忠の偏諱を賜って忠鎮（ただしげ）、忠英（ただてる）に改名。元和6年（1620年）、父の死去により跡を継ぐが、幼少のために祖父の蜂須賀家政が後見した。元和9年（1623年）9月10日に正式に元服し、従四位下阿波守に叙任された。『寛永譜』・『東武実録』・『寛政譜』は9月10日とするが、『阿淡年表秘録』・『蜂須賀家譜』は5月10日とする。叙位と任官の口宣案の日付が6月22日（通常は口宣案の作成の方が後日となる）となっている一方で、秀忠による官途書出と一字書出の日付が9月10日になっている。しかも、7月27日に徳川家光が将軍に就任しており、9月10日時点の秀忠は大御所であった。更に6月11日付の池田鶴松宛の忠英の書状には「松平阿波守」という自筆の署名が残されている。これらの文書は全て実物とみられることから、元服の際に何らかの混乱があった可能性がある。寛永2年（1625年）に藍方役所を設置し藍の流通統制を行った。寛永3年（1626年）8月19日、侍従を兼任。寛永6年（1629年）、家政による政務後見が名目上では終了したが、その影響は家政が寛永15年（1638年）に亡くなるまで残ったと考えられている。
寛永8年（1631年）、稲田示植を脇から淡路由良城代に、ついで洲本城代に移し淡路支配の体制を築くとともに要所である脇を直轄地とした。寛永9年（1632年）、自身の腹心である蜂須賀玄寅と長谷川貞恒（越前）を仕置家老に任じる。
至鎮が発布した御壁書二十三箇条を補完する裏書七箇条を発し、農民統制を図った。
慶安5年（1652年）4月に死去。跡を長男・光隆が継いだ。享年42。

## 海部騒動
寛永10年（1633年）、海部郡内7,500石を領する江戸家老の益田長行（益田豊後）が禁制を破って山林の木を伐採、江戸で売ろうとしたことを藩の役人が摘発し、長行は領地を召し上げらる。その後、長行は13年間幽閉された。これを恨んだ長行は正保2年（1645年）までに「忠英が幕府禁制を破り大船を建造し、さらに切支丹への宗門改めを怠っている」と幕府に訴えた。正保3年（1646年）、江戸幕府は評定所にて長行と長谷川貞恒を対決させた。結果、長行の訴えが虚偽であったとして長行の身柄は忠英に預けられ、阿波への移送中に病死したとも江戸屋敷にて斬刑されたともされる。

## 系譜
- 父：蜂須賀至鎮
- 母：敬台院 - 徳川家康の養女、小笠原秀政の娘
- 正室：齢昭院 - 小笠原忠真の養女、小笠原忠脩の娘
  - 長男：蜂須賀光隆
  - 次男：蜂須賀隆重
- 側室：某氏 - 高田正治の娘
  - 四男：蜂須賀隆矩
- 側室：天瑞院 - 豪商・細谷伊右衛門の娘[注釈 1]
  - 三男：蜂須賀石松
  - 五男：蜂須賀隆喜
  - 娘：清姫（喜与姫） - 稲田稙儀正室